# El patriota (película de 1928)
El Patriota es una película semibiográfica de 1928 que fue dirigida por Ernst Lubitsch y lanzada por Paramount Pictures. Si bien era predominantemente una película muda, tuvo una banda sonora sincronizada así como también algunas secuencias de diálogo. La película fue escrita por Hanns Kräly; y es una adaptación de dos obras de teatro: Paul I de Dmitry Merezhkovsky y The Patriot de Ashley Duques (basada en la novela Der Patriot de Alfred Neumann). La obra de teatro The Dukes se presentó en Broadway en enero de 1928. John Gielgud hizo su debut de Broadway en aquel juego. La película es una historia biográfica del emperador Pablo I de Rusia, protagonizada por Emil Jannings, Florence Vidor y Lewis Stone.
La película volvió a ser filmada en Francia en 1938 con el mismo título.

## Trama
En la Rusia del siglo XVIII, el Zar, Pablo, está rodeado de complots asesinos y confía solo en el Conde Pahlen. Pahlen desea proteger a su amigo, el rey loco, pero debido al horror de los actos del rey, siente que debe sacarlo del trono. Stefan, azotado por el zar por no tener el número correcto de botones en sus polainas, se une al conde en la trama. El príncipe heredero está horrorizado por sus planes y advierte a su padre, quien, al no tener aprecio alguno por su hijo, lo pone bajo arresto por sus torpes acusaciones. Pahlen usa a su amante, la condesa Ostermann, para atraer al zar al dormitorio, donde esta le cuenta al zar del complot. El zar convoca a Pahlen, quien le asegura su lealtad. Más tarde esa noche, el conde y Stefan entran en su habitación, pero el zar ya está muerto. Momentos después, Stefan apunta con una pistola a Pahlen. Mientras el conde yace moribundo en el suelo, la condesa aparece y abraza a Pahlen mientras este dice: "He sido un mal amigo y un mal amante, pero he sido un patriota".

## Reparto
- Emil Jannings - Zar Pablo I
- Florence Vidor - Condesa Ostermann
- Lewis Stone - Conde Pahlen
- Vera Voronina - Mademoiselle Lapoukhine
- Neil Hamilton - Príncipe Alejandro (heredero de la corona)
- Harry Cording - Stefan

## Premios
Ganó el Premio de la Academia al mejor guion y estuvo nominada para Mejor actor principal (Lewis Stone), Mejor diseño de producción, Mejor Director y Mejor película. Fue la única película muda nominada para Mejor película ese año y la última en recibir una nominación a Mejor película hasta la nominación El Artista que ganó el Óscar a Mejor película el año 2012.
Premios Oscar
| Premio                     | Candidato      | Resultado |
| -------------------------- | -------------- | --------- |
| Mejor película             | Ernst Lubitsch | Nominado  |
| Mejor director             | Ernst Lubitsch | Nominado  |
| Mejor guion adaptado       | Hanns Kräly    | Ganador   |
| Mejor actor                | Lewis Stone    | Nominado  |
| Mejor diseño de producción | Hans Dreier    | Nominado  |

## Estado de preservación
Solo partes de esta película se conservan, incluyendo los tráileres. El UCLA Film and Television Archive (Archivo de Películas y Televisión de la UCLA) tiene en su posesión 2500 pies de filmación, y un rollo fue encontrado en Portugal, pero hasta esta fecha, no se ha podido encontrar una copia completa.